# Hired Guns
Hired Guns est un jeu vidéo de type dungeon crawler développé par DMA Design et édité par Psygnosis en 1993 sur Amiga. Le jeu a été porté sous MS-DOS par la suite. Il devait aussi être adapté pour Amiga CD32 en 1994 et Windows en 1999, mais a été finalement annulé car Psygnosis, racheté en 1993 par Sony, s'était détourné du marché des jeux vidéo pour Amiga et PC pour se concentrer sur celui des jeux PlayStation.